# Acanthagrion chicomendesi
Acanthagrion chicomendesi là loài chuồn chuồn trong họ Coenagrionidae. Loài này được Machado mô tả khoa học đầu tiên năm 2012.